# 一簾亭関斎
一簾亭 関斎（いちれんてい かんさい、生没年不詳）とは、江戸時代の浮世絵師。

## 来歴
師系・経歴不明。画風は国芳風とされるが、国芳の門人だったかどうかは定かではない。一簾亭、松葉楼と号す。作画期は嘉永頃とされ、錦絵を残す。

## 作品
- 「楽駝といふ獣物」　大判錦絵　都立図書館所蔵
- 「口上」　大判錦絵2枚続　早稲田大学演劇博物館所蔵
- 「英雄組討鑑　犬塚信乃戌孝・犬飼源八信道」　大判錦絵　早稲田大学演劇博物館所蔵
- 「英雄組討鑑　佐藤正清・浜路将監」　大判錦絵　都立図書館所蔵